# ブロードマインド (企業)
ブロードマインド株式会社は（英: Broad-Minded Co.,Ltd.）は、東京都渋谷区に本社を置き、「ファイナンシャルパートナー事業」を手掛ける企業である。

## 概要
サービスとして、個人の方の保険、住宅ローン、資産運用、老後資産形成や、法人の財務対策等、ファイナンシャルプランニング（FP）を行うワンストップ金融コンサルティングサービス「マネプロ」を提供する。
また、企業従業員のファイナンシャル・ウェルビーイングの実現を通し、労働生産性向上を目指す金融教育プログラム「ブロっこり」の開発提供をしている。

## 沿革
- 2002年1月 - 生命保険会社・損害保険会社11社と代理店契約を締結。複数の保険会社を取り扱う総合保険代理店として事業を開始。
- 2006年11月 - 他企業との業務提携によるマーケティング活動を開始。
- 2007年3月 - 完全子会社としてブロードマインド少額短期インシュアランス株式会社を設立。
- 2008年
  - 3月 - ブロードマインド少額短期インシュアランスが、関東財務局長（少額短期保険）第15号の登録を受ける。
  - 4月 - ブロードマインド少額短期インシュアランスを、ブロードマインド少額短期保険株式会社に名称変更。
  - 10月 - 事業拡大のため、ブロードマインド株式会社 東京本社と子会社2社を五反田へ移転。
- 2009年
  - 5月 - 関東財務局長より金融商品仲介業者の登録を取得（登録番号：関東財務局長（金仲）第424号）。株式・債券・投資信託などの金融商品の取り扱いを開始。
  - 10月 - ブロードマインド・リスクマネジメントをブロードマインド株式会社へ合併。
- 2010年10月 - 事業拡大のため、ブロードマインド株式会社 東京本社とブロードマインド少額短期保険を恵比寿に移転。事業拡大のため、大阪支社を移転。
- 2013年
  - 8月 - 貸金業者としてファミリーライフサービス株式会社と代理店契約を締結。住宅ローンの取り扱いを開始。
  - 12月 - ブロードマインド少額短期保険を売却。
- 2015年
  - 4月 - 東京都知事より宅地建物取引業の免許を取得（登録番号：東京都知事（1）第97669号）。不動産の取り扱いを開始。
  - 6月 - 関東財務局長より銀行代理業の許可を取得（登録番号：関東財務局長（銀代）第281号）。
- 2020年10月 - 連結子会社であるMIRAI株式会社を設立。
- 2021年3月 - 東京証券取引所マザーズへ上場。
- 2022年
  - 4月 - 東京証券取引所再編により、グロース市場へ移行。
  - 8月 - 株式会社クレディセゾンと資本業務提携契約を締結。
  - 8月 - ファイナンシャル・ウェルビーイングの実現をサポートする金融教育プログラム「ブロっこり」をリリース。
- 2023年3月 - 株式会社イノセント（本社：大阪府大阪市）と業務提携を行うと共に、同社の発行する普通株式の67％を取得し、子会社化。

## 連結子会社
- MIRAI株式会社
- 株式会社イノセント